# 神奈川県の寺院一覧
神奈川県の寺院一覧は、神奈川県にある寺院を市区町村毎に一覧形式でまとめたものである。

## 横浜市
- 妙法寺 (横浜市戸塚区)
- 観音寺 (横浜市)
- 蓮生寺 (横浜市)
- 妙法寺 (横浜市磯子区)
- 本柳寺 (横浜市)
- 妙音寺 (横浜市)
- 妙蓮寺 (横浜市港北区)
- 本興寺 (横浜市)
- 上行寺 (横浜市)
- 妙蓮寺 (横浜市都筑区)
- 盛圓寺
- 常清寺 (横浜市)
- 妙香寺 (横浜市)
- 妙光寺 (横浜市瀬谷区)
- 妙光寺 (横浜市鶴見区)
- 大蓮寺 (横浜市)
- 浄瀧寺
- 常照寺 (横浜市)
- 長遠寺 (横浜市)
- 安立寺 (横浜市)

## 川崎市
- 王禅寺
- 持経寺
- 平間寺（川崎大師）
- 影向寺
- 了源寺
- 明長寺
- 妙海寺 (川崎市)
- 浄蓮寺 (川崎市)
- 妙光寺 (川崎市)
- 正教寺 (川崎市)
- 善立寺 (川崎市)
- 妙遠寺 (川崎市)
- 宗隆寺
- 常安寺 (川崎市)
- 安立寺 (川崎市)
- 善正寺 (川崎市)
- 円真寺
- 常楽寺（まんが寺）
- 等覚院 （つつじ寺）
- 妙楽寺 （アジサイ寺）
- 浄慶寺（アジサイ寺）

## 相模原市
- 正継寺 (相模原市)
- 峰の薬師
- 妙苑寺
- 無量光寺 (相模原市)
- 瑞光寺 (相模原市)
- 香福寺

## 横須賀市
- 法道寺 (横須賀市)
- 大明寺 (横須賀市)
- 泉福寺 (横須賀市)
- 等覚寺 (横須賀市)
- 本行寺 (横須賀市)
- 円照寺 (横須賀市)
- 静円寺
- 竜本寺

## 平塚市
- 光明寺 (平塚市)
- 大経寺

## 鎌倉市
- 円覚寺
- 建長寺
- 極楽寺
- 長谷寺
- 高徳院
- 明月院
- 鎌倉市内の寺院一覧を参照のこと

## 藤沢市
- 空乗寺
- 神光寺 （川名 (藤沢市)#史跡の項目を参照せよ）
- 寿照寺
- 清浄光寺（遊行寺）
- 常立寺
- 普門寺 (藤沢市)
- 宝泉寺 (藤沢市遠藤)
- 万福寺 (藤沢市)
- 龍口寺
- 泉蔵寺（片瀬 (藤沢市)の仏教寺院の項目を参照せよ）

- 藤沢市内の寺院一覧も参照せよ

## 小田原市
- 小田原教会弘道院
- 紹太寺
- 勝福寺 (小田原市)
- 法船寺
- 蓮久寺 (小田原市)
- 蓮昌寺 (小田原市)
- 妙経寺 (小田原市)
- 妙覚寺 (小田原市)
- 浄永寺
- 蓮船寺

## 茅ヶ崎市
- 浄見寺 (茅ヶ崎市)
- 常顕寺 (茅ヶ崎市)

## 逗子市
- 岩殿寺 (逗子市)
- 神武寺
- 東昌寺 (逗子市)
- 海宝院
- 海前寺 (逗子市)
- 仏乗院 (逗子市)
- 延命寺 (逗子市)
- 宗泰寺 (逗子市)

## 厚木市
- 円光寺 (厚木市)
- 長谷寺 (厚木市)
- 平正寺 (厚木市)
- 本照寺 (厚木市)
- 妙純寺
- 妙伝寺 (厚木市)
- 蓮生寺 (厚木市)

## 大和市
- 大円寺 (大和市)

## 伊勢原市
- 大山寺 (伊勢原市)
- 能満寺 (伊勢原市)
- 日向薬師

## 海老名市
- 相模国分寺
- 常在寺 (海老名市)
- 龍峰寺

## 座間市
- 星谷寺
- 心岩寺
- 龍源院
- 宗仲寺
- 崇福寺
- 善通寺関東別院
- 円教寺
- 専福寺
- 浄土寺
- 恵光寺
- 専念寺

## 南足柄市
- 最乗寺
- 弘行寺 (南足柄市)
- 善福寺 (南足柄市)

## 寒川町
- 安楽寺 (神奈川県寒川町)
- 景観寺

## 大磯町
- 延台寺
- 妙輪寺 (神奈川県大磯町)
- 妙大寺
- 妙昌寺 (神奈川県大磯町)
- 東光院 (神奈川県大磯町)

## 二宮町
- 妙安寺 (神奈川県二宮町)

## 大井町
- 了義寺

## 箱根町
- 早雲寺